# Florian Czarnyszewicz
Florian Czarnyszewicz (ur. 19 czerwca?/2 lipca 1900 w chutorze Tuczy lub we wsi Przesieka koło Kliczewa, zm. 18 sierpnia 1964 w Villa Carlos Paz) – polski prozaik emigracyjny opisujący dzieje polskiej szlachty zagrodowej znad Berezyny w kontekście kulturowym wschodnich Kresów Rzeczypospolitej z początków XX w. Jego pierwszą i najważniejszą powieścią są Nadberezyńcy.

## Życiorys

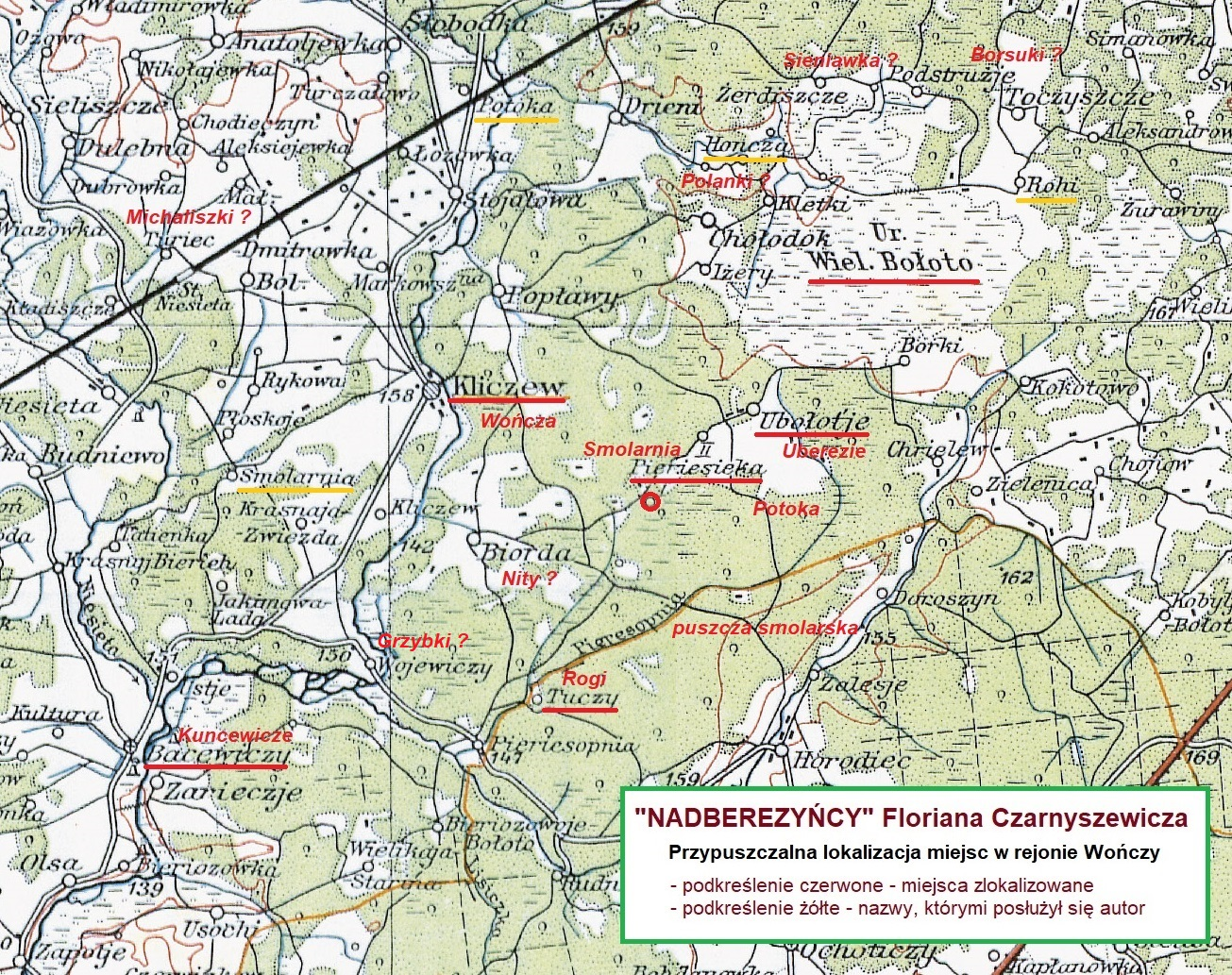
Lokalizacja miejsc z autobiograficznej powieści Nadberezyńcy. Widoczny zaścianek Przesieka, gdzie pisarz spędził młodość (literacka Smolarnia) oraz chutor Tuczy (powieściowe Rogi), gdzie się prawdopodobnie urodził i spędził dzieciństwo.

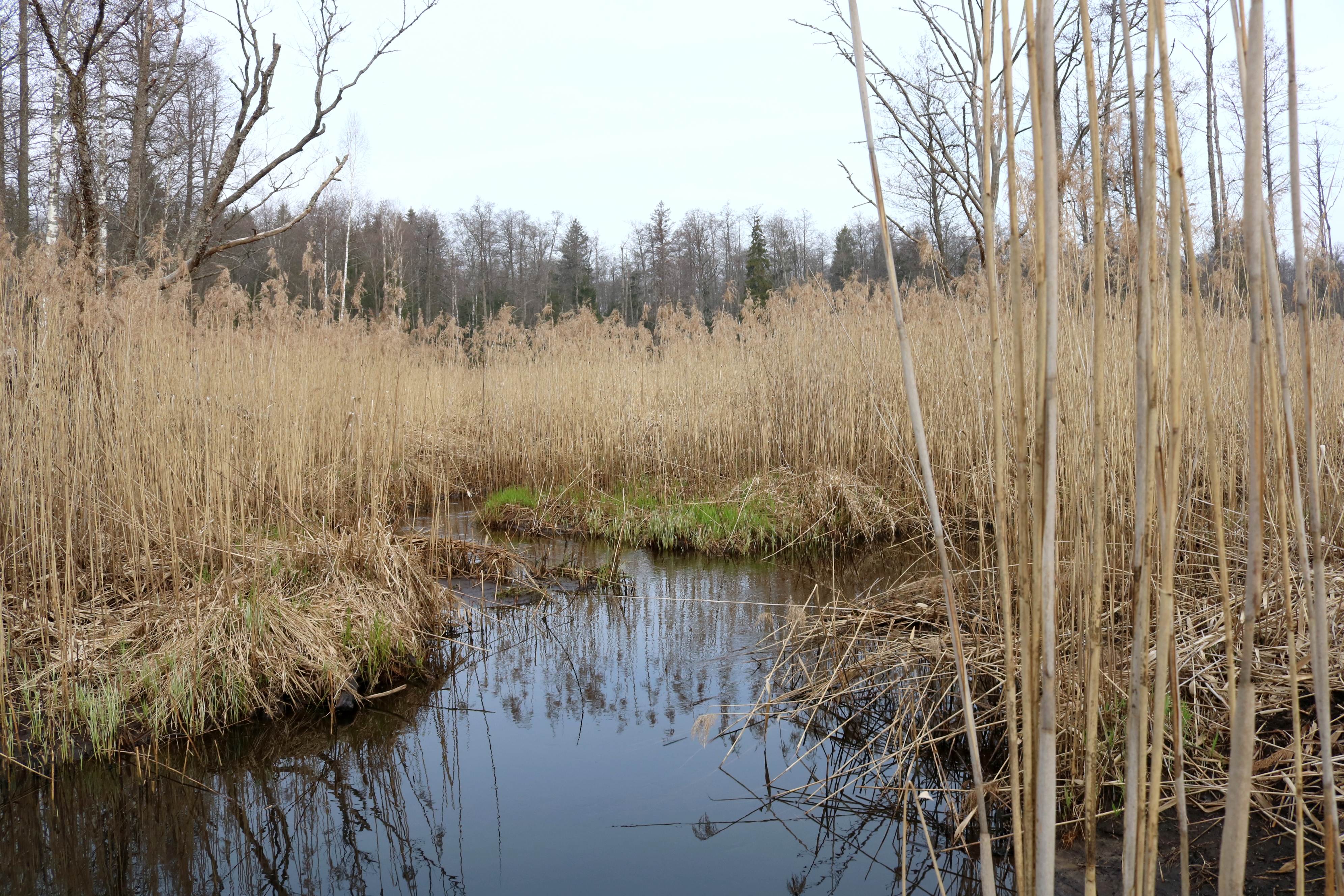
Miejsce zbiegu rzek Pieriesieka і Pieriesopnia, gdzie znajdował się chutor Tuczy (powieściowe „Rogi”), gdzie najprawdopodobniej urodził się pisarz i spędził dzieciństwo. Stan obecny. Fot. Alena Liaszkiewicz (2019)

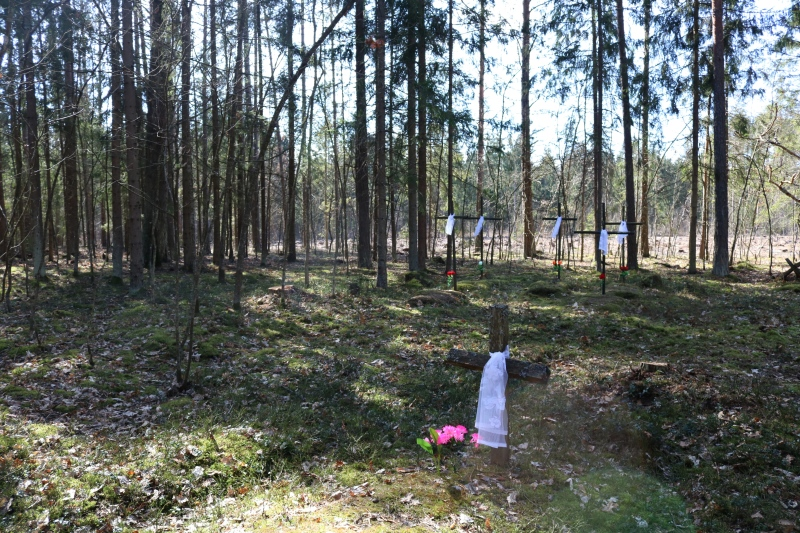
Pozostałości po szlacheckiej wsi Przesieka (powieściowa „Smolarnia”), w której wychowywał się Czarnyszewicz. Stan obecny. Fot. Alena Liaszkiewicz (2019)

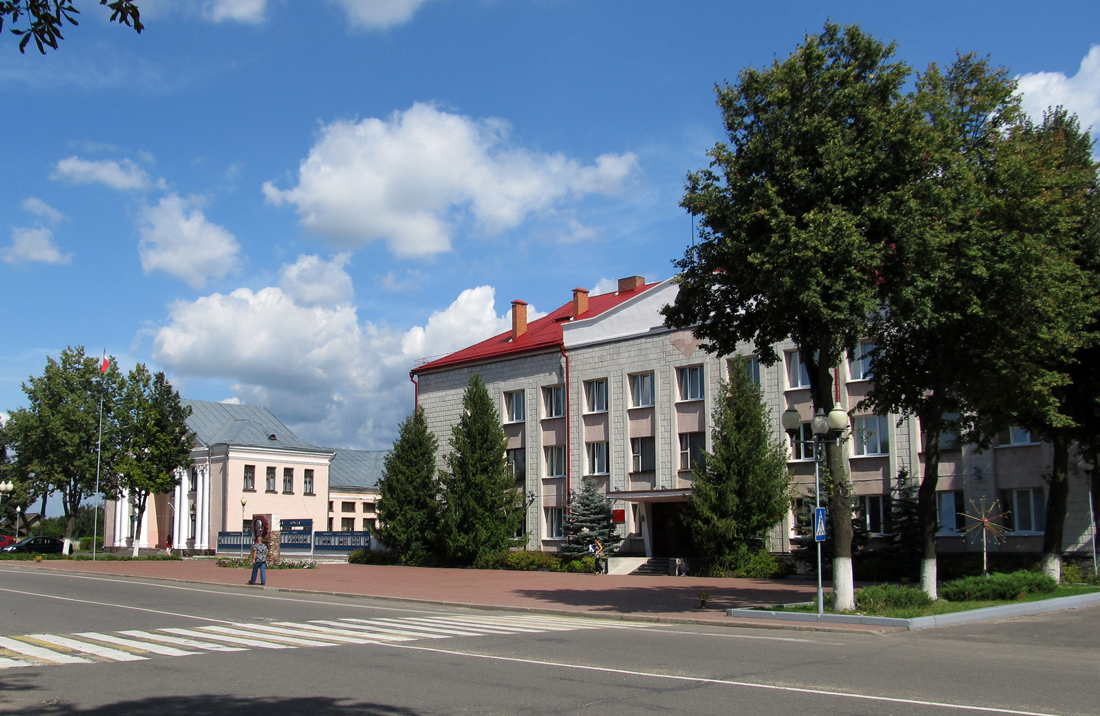
Kliczew, koło Bobrujska (powieściowa „Wończa”), gdzie pisarz chodził do szkoły. Widok obecny.

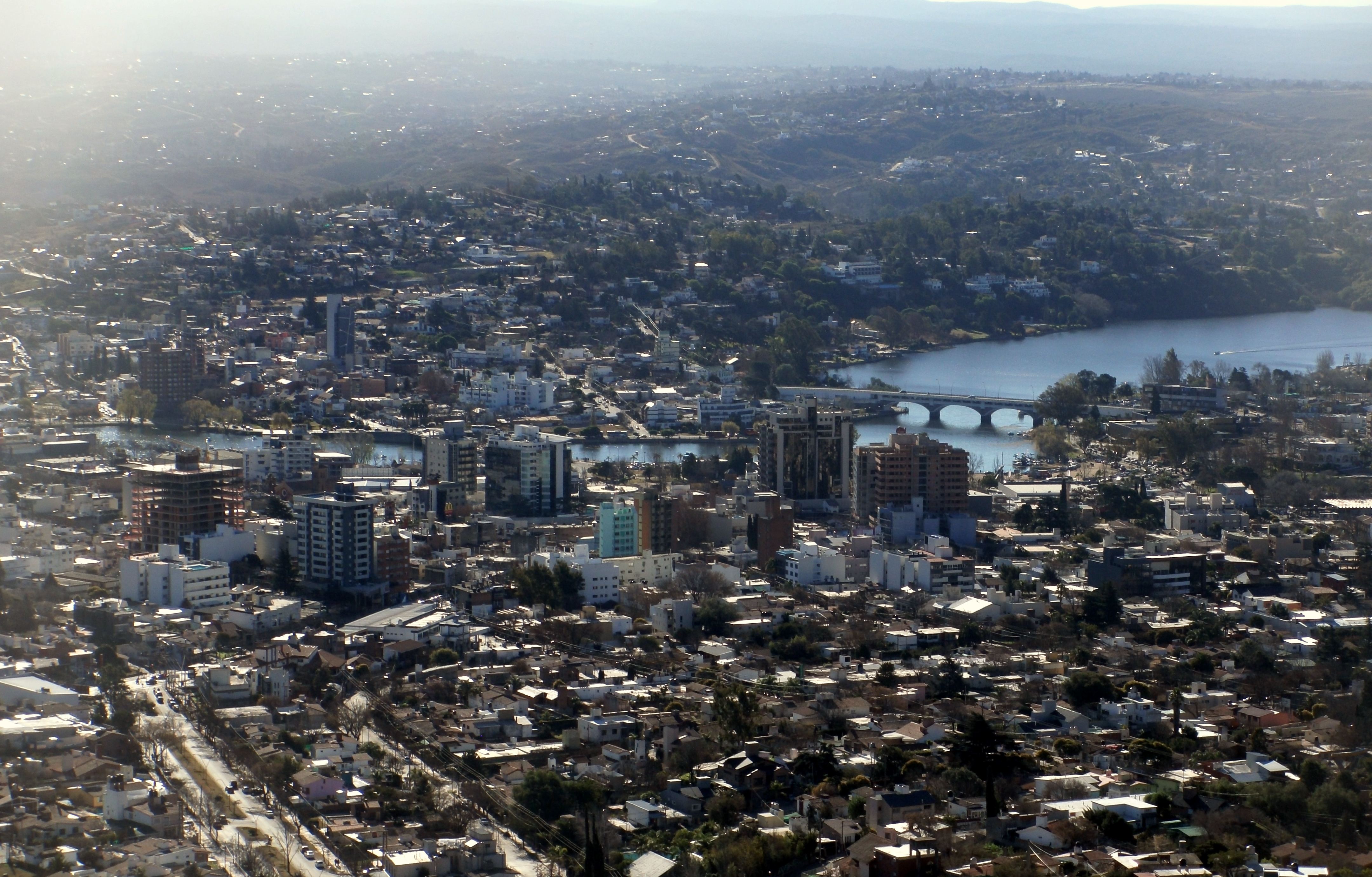
Miasto Villa Carlos Paz w Argentynie, gdzie mieszkał i zmarł Czarnyszewicz.

Pisarz pochodził z okolic Bobrujska. Był jednym z pięciorga dzieci Franciszka Czarnyszewicza i Apolonii z domu Miluta. Czarnyszewiczowie należeli do szlachty zagrodowej osiadłej od wieków na ziemiach pomiędzy Berezyną a Dnieprem, wchodzących w skład Wielkiego Księstwa Litewskiego, które w okresie zaborów powszechnie były zwane ziemiami zabranymi, a po traktacie ryskim znalazły się po stronie sowieckiej. W 1859 roku zgodnie z rosyjskim prawem potwierdzili swoje szlachectwo.
Urodził się i spędził dzieciństwo w chutorze Tuczy (ros. Тучи, biał.  Тучы), a swoją młodość w zaścianku Przesieka (ros. Пересека, Pieriesieka, biał. Перасека), leżącym kilka kilometrów na wschód od Kliczewa w guberni mińskiej. Ukończył 4-klasową rosyjską powszechną szkołę miejską (городскоеучилище), prawdopodobnie w Kliczewie (lub Bobrujsku). Naukę polskiej pisowni zawdzięczał, jak wspominał, „domorosłym nauczycielom tajnych polskich szkółek”, w których też później nauczał. Najstarszym zachowanym utworem literackim z czasów szkolnych jest wydrukowany w 1911 roku w „Naszej Niwie”, w języku białoruskim, wiersz pt. Chrystos Uwaskros (Chrystus Zmartwychwstał).
Jego dzieciństwo i młodość przypadły na czasy polskiego odrodzenia narodowego, które nastąpiło po ukazie carskim z 1906 r. znoszącym zakaz nabywania ziemi przez Polaków na ziemiach zabranych oraz zakaz nauczania języka polskiego (również we własnym domu) i przywróciły swobody religijne w stosunku do dyskryminowanych katolików. Szybko jednak odrodzenie narodowe przerwał wybuch wojny w 1914 r., a przede wszystkim rewolucji w 1917 r. Ostateczną zagładę „świata szlachty zagrodowej” przyniosła operacja polska NKWD w latach 1937–1938.
Uczestniczył jako wywiadowca w wojnie polsko-bolszewickiej w 1920 roku, z której przeżycia zostały wykorzystane w autobiograficznych wątkach późniejszych Nadberezyńców. Po traktacie ryskim, gdy jego mała ojczyzna znalazła się pod władzą bolszewicką przeniósł się do Wilna i pracował w policji.
W 1924 r. wyemigrował do Argentyny gdzie pracował przez 30 lat jako robotnik w rzeźni w miasteczku Berisso w pobliżu miasta La Plata. Dużym wysiłkiem wybudował dom w Villa Carlos Paz w malowniczej, górskiej okolicy prowincji Córdoba, w którym zamieszkał w 1956 r. wraz z żoną i córką.
Był działaczem Związku Polaków w Argentynie. Zmarł 18 sierpnia 1964 roku w Villa Carlos Paz i tam również został pochowany.
Literacko debiutował późno, jako czterdziestolatek, wydaną w 1942 r. autobiograficzną powieścią Nadberezyńcy. Książka pomimo znakomitych recenzji (m.in. używano porównań typu »Wojna i Pokój« naszych polskich kresów), z powodu II wojny światowej i cenzury wprowadzonej przez powojenną władzę komunistyczną, nigdy nie weszła do kanonu literatury polskiej.
Paulina Subocz-Białek i Ireneusz Staroń w książce Poza mapą. O „Nadberezyńcach” Floriana Czarnyszewicza pisali o tej wielkiej powieści następująco:
to prawdziwy „biały kruk” nie tylko literatury kresowej, lecz także wielkich, epickich powieści XX wieku. To zapis poświadczony biografią tysięcy krajan, tytułowych Nadberezyńców, mówiących często z pół-białoruska i przenikniętych mocno ideą jagiellońskiej Rzeczypospolitej.
Nadberezyńcami, książką, która była debiutem autora zachwycali się tacy krytycy literaccy jak: Melchior Wańkowicz, Michał Kryspin Pawlikowski, Czesław Miłosz, Jerzy Stempowski, Józefa Radzymińska, Maria Czapska, Józef Czapski.

## Twórczość
- 1942 – Nadberezyńcy
- 1953 – Wicik Żywica
- 1958 – Losy pasierbów
- 1963 – Chłopcy z Nowoszyszek

## Ciekawostki
Brat Floriana Czarnyszewicza, Feliks, był dziadkiem muzyka zespołu Aerosmith Stevena Tylera oraz pradziadkiem aktorki Liv Tyler.